# Кенис Афeни Грин
Кенис Афени Грин (енгл. Kennice Aphenie Greene; 6. јул 2007) винсентско-гренадинска је пливачица, учесница олимпијских игара и национална рекордерка, чија ужа специјалности су спринтерске трке слободним стилом. 

## Спортска каријера
Гринова је дебитовала на међународним пливачким такмичењима као 12-годишња девојчица, и то на првенству Кариба одржаном на Крајстчерчу на Барбадосу 2019. године. Три године касније, на истом првенству и на истом месту осваја своју прву медаљу, бронзу у трци на 50 метара слободним стилом. 
Прва велика такмичења на којима је учествовала су били светско првенство у јапанској Фукуоки 2023, те Панамеричке игре у Сантијаго де Чилеу.
Захваљујући специјалној позивници учествовала је на Олимпијским играма у Паризу 2024. године. У Паризу је пливала у квалификацијама трке на 50 метара слободним стилом. Наступила је у петој квалификационој групи где је пливала у стази 4, и са временом од 27.23 секунди заузела је треће место у својој квалификационој групи, односно укупно 42. место у конкуренцији 79 такмичарки.